# Katja Kramarczyk
Katja Kramarczyk, née Katja Schülke le 18 mars 1984 à Francfort-sur-l'Oder, est une handballeuse internationale allemande, qui évolue au poste de gardienne.

## Palmarès

### En club
- Vainqueur du championnat d'Allemagne (3) :  2004, 2009 et 2010
- Vainqueur de la coupe d'Allemagne (2) : 2003 et 2016
- Vainqueur de la supercoupe d'Allemagne (1) : 2008

### Distinctions individuelles
- élue meilleure handballeuse de l'année en Allemagne en 2012 et 2014